# یوشیکی ناکای
یوشیکی ناکای (انگلیسی: Yoshiki Nakai؛ زادهٔ ۴ ژانویهٔ ۱۹۸۳) بازیکن فوتبال اهل ژاپن است.
از باشگاه‌هایی که در آن بازی کرده‌است می‌توان به باشگاه فوتبال سرزو اوساکا اشاره کرد.